# Андре Мари Констан Дюмерил
Андре Мари Констан Дюмерил (на френски: André Marie Constant Duméril) е френски лекар и зоолог, професор по анатомия, член на Академията по медицина и на Академията на науките във Франция от 1816 г.

## Биография

### Първи стъпки
Андре Дюмерил е роден на 1 януари 1774 година в Амиен и още в детската си възраст има желание и решава да стане лекар. Баща му обаче, който е магистрат и издържа голямо семейство, не може да си позволи да финансира продължителното обучение, необходимо за получаване на медицинско образование. На 17-годишна възраст Дюмерил започва работа като помощник на един аптекар в Руан. Шефът му, който е интелигентен човек и има голяма библиотека, му дава възможност свободно да я ползва. Дюмерил с ентусиазъм се отдава на изучаването и изследването на растенията и през 1791 г. печели награда по ботаника, присъдена от Академията на науките на Руан. Този успех го насърчава да продължи да учи и той се свързва с преподавател от училището по медицина в Руан, който го запознава с човешката анатомия. Посвещава се с плам на изучаването на ботаниката и медицината. През 1793 г. става помощник-учител по анатомия в същото училище.
През 1795 г. Дюмерил е изпратен от кметството на родния си град Амиен, като „ученик на отечеството“, в Училището по здравеопазване, създадено в Париж. Това не прекъсва интелектуалните му връзки с учените от Руан. След време получава работата на просектор (главен асистент) и става отговорник за дисекциите, които се правят там. Завършва медицина в Руан. През 1799 г. става ръководител на научните изследвания по анатомия в Медицинския факултет на Париж, а две години по-късно – професор по анатомия и физиология.
Според неговите съвременници, Дюмерил бележи началото на развитието на вкуса към изучаване на естествените науки. Първата му голяма страст е събирането на екземпляри от насекоми и тяхното изучаване.

### Младост
Дюмерил става протеже и близък приятел на Жорж Кювие, един от големите френски натуралисти и зоолози, и му помага в изследванията по анатомия. Редактор е на първите два тома от труда на Кювие – „Уроци по сравнителна анатомия“. От 1802 г. заема неговото място като преподавател по естествена история, с което е зает в продължение на четири години. Кювие го насърчава и в работата му в Националния музей по естествена история в Париж.
През 1801 г. е назначен за професор по анатомия в Медицинския факултет на Париж, като преподава последователно патология и физиология и остава там до 1812 г. През 1803 г. защитава докторат по медицина при Франсоа Шоази, относно усъвършенстването на изучаването на човешката анатомия. Работата му е официално публикувана през 1812 г. От 1818 г. Дюмерил преподава физиология във Факултета по медицина в Париж.
След един неуспешен брак, приключил през 1801 г., Дюмерил се жени за Алфонсин Деларош и по този начин се сродява със заможна фамилия от Женева. С помощта на роднините на жена си поддържа тесни връзки с търговци, индустриалци и банкери в града.
Като всички учени на своето време Дюмерил пътува много. През 1802 г., заедно с военния лекар Рене-Никола Дюфриш Деженет, заминава да помага за потушаването на епидемия в Питивие и Орлеан. През 1805 г. заминава за Испания, където епидемия от жълта треска отнема живота на много хора. Лекувайки и изучавайки болестта, обикаля Мадрид, Толедо, Кордоба и Севиля.

### Зрели години
През 1803 г., с протекцията на Кювие, Бернар дьо Ласепед го избира за свой асистент, който да оглави отделите по херпетология и ихтиология към Националния музей по естествена история в Париж след него. В продължение на 22 години Дюмерил е негов помощник и сътрудник в музея и получава този пост едва през 1825 г., след смъртта на Ласепед.
Запазва членството си в медицински и научни дружества в Амиен и Руан. Става асоцииран член на Дружеството по медицинска практика на Монпелие, Дружеството по наука и изкуство в Майнц, а по-късно и на различни дружества в Бордо, Калвадос и Женева. Асоцииран член е и на Кралското общество на науките, изкуствата и белетристиката в Орлеан. През 1816 г. е избран за член на Академията на науките, а две години по-късно става член на Медицинското общество в Ню Орлиънс, и през 1857 г. – и на това в Лион.
През 1813 г., след смъртта на втория му баща и малко по-късно и на доведения му брат, Дюмерил оставя постоянните си пациенти от богати женевски семейства и се завръща в Париж. Назначен е за лекар в болницата на парижкия район Фобур.
Между 1811 и 1818 г. пътува из цяла Франция, за да председателства различни медицински журита. Това му дава възможност за научен обмен и наблюдения на събрани екземпляри от фауната и флората или цели колекции. На 20 декември 1820 г. кралят създава Кралската академия по медицина и на 27 декември поканва Дюмерил за пълноправен член на академията. През 1823 г., след реорганизация на Факултета по медицина, той заема поста на преподавател по патология, на който остава седем години.
Андре Дюмерил оглавява научна експедиция до Централна Америка, която изследва обширна територия между Панама и югозападните части на Съединени щати. В резултат на това става съавтор на първата изчерпателна книга за влечугите в този географски район.
По време на епидемията от холера, която опустошава френската столица, той с ентусиазъм се посвещава на изучаване на болестта и грижа за болните, за което през 1850 г. получава сребърен медал.
През 1853 г. той предава на сина си всички свои позиции и функции и през декември 1856 г. се пенсионира. През 1856 г., на 83-годишна възраст, той подава оставка и остава само с титлата почетен професор. През 1860 г., заедно със сина си създава първия вивариум за влечуги в Париж.
Два месеца преди смъртта си става кавалер на Почетния легион. Андре Дюмерил умира на 14 август 1860 г. в Париж. Погребан е в гробището Пер Лашез. Неговото име и бюст са издълбани релефно върху фронтона на Голямата зала на Музея на Париж.
Той е баща на друг известен зоолог – Огюст-Анри Дюмерил, който завършва медицина, преподава естествена история и геология в различни колежи в Париж и а през 1857 г. се присъединява към баща си като професор в същия музей.

## Трудове
Най-важният му труд е „Обща херпетология или пълна естествена история на влечугите“ (L'erpetologie generale), издаден в 10 тома и придружен с атлас, по който работи от 1835 до 1850 г. Той съдържа първи опити за систематизация на всички известни влечуги с подробно описание на 1311 вида влечуги и земноводни и над 350 илюстрации. Съдържа и коментари върху анатомията, поведението и историята на видовете. Работи по него с помощта на също така известния зоолог и херпетолог Габриел Биброн, а след неговата смърт продължава със сина си Огюст.
През 1804 г. написва „Елементарен трактат по естествена история“, в който благодари на Кювие и отбелязва, че трудът е създаден по негов съвет. Година след това, по време на пътуването му в Испания, излиза от печат неговата „Аналитична зоология“, в която обхваща цялото животинско царство и показва връзките между различните родове. Прави и класификация на мекотелите, като ги разделя на пет основни групи. Книгата претърпява второ издание още на следващата година.
През 1808 г. създава своята гръбначно-черепна теория, доразвита по-късно от немския натуралист Лоренц Окен. Друг негов ценен труд, издаден през 1812 г., е „Класификация на насекомите“. Написва и всички статии по ентомология за Речник на природните науки в 50 тома, публикуван между 1821 и 1830 г., като ги илюстрира с 60 оригинални рисунки.
Известни и важни негови работи са „Елементи на естествените науки“ от 1848 г., „Аналитична ихтиология“ (1856), „Аналитична ентомология“ в два тома (1860) и други.

## Памет
Биолозите, изучаващи влечугите и земноводните, все още продължават да кръщават на него новооткрити видове. Неговото име носят боата Acrantophis dumerili и дюмериловият варан, които обитават екваториалните и мангрови гори на Индонезия и Мадагаскар. На него е кръстена и кораловата змия на Дюмерил.